# 福永俊介のアタックヤング
福永俊介のアタックヤング（ふくながしゅんすけのアタックヤング）はSTVラジオの深夜放送アタックヤングの月曜日で、パーソナリティは福永俊介アナウンサーが担当のラジオ番組。1995年4月第1期開始（当時日曜日担当、1997年4月～9月に土曜日担当、1997年10月から1999年3月まで再び日曜日担当）、2006年4月3日第2期放送開始。2007年9月24日放送終了。ネタコーナーを多く持ち、常連の名物ハガキ職人がついていた。

## 放送時間
- 毎週月曜日24:00 - 24:50（火曜日0:00～0:50、JST）

## 末期の主なコーナー
目覚めの一発シリーズ
聞くだけで目の覚めるようなネタを募集するコーナー。
ろくなモンじゃねえ!
ろくなもんじゃないと感じるエピソードを送るコーナー。ネタ紹介後には長渕剛の「ろくなもんじゃねえ」のサビから「ろくなもんじゃねえ」のフレーズが流れた。
フクノート
CM前に行われたコーナー。不幸だと思う事柄や人のエピソードに「～に福あれ!」と投稿するコーナー。DEATH NOTEのパロディ。コーナーの最初には「このノートに書かれた人間は、幸せになる。」のナレーションが入っていた。
ナントカ還元水
松岡利勝農林水産大臣の2007年に行われた議員会館水道費問題の質疑での「ナントカ還元水」が何かを考えるコーナー。松岡大臣の自殺によりコーナーは打ち切りとなった。
モリゾーとキッコロは今どこに?
愛・地球博のキャラクター・モリゾーとキッコロの出没情報を投稿するコーナー。
子供の頃の勘違い
子供のころの勘違いを募集するコーナー。BGMは小谷浩代・前野良典「チンチンポンポン」。
萎え～
萎えるような出来事を募集するコーナー。
新コーナーを作ろうのコーナー
新コーナーの提案を募集・紹介するコーナー。コーナーの序盤のBGMには原田潤の「ぼくの先生はフィーバー」が流れ、イントロの「フィーバー、フィーバー♪」の部分を「コーナー、新コーナー♪」と替え歌が歌われた後コーナーのタイトルコールが行われていた。
作りましたね?
投稿の中から明らかにネタで作ったと思われるエピソードを紹介するコーナー。各ネタの最後に福永が古畑任三郎のものまねで「えー、あなた、作りましたね?」と言う。

## 過去の主なコーナー
母さんの節約生活
自分の親のちょっと行き過ぎた節約のエピソードを募集する送ってもらうコーナー。
地味～
番組初期から1997年まで続いたコーナー。こんなことをしたら地味だ、こんなことをしている自分は地味だ、というネタをぼ週した。男性スタッフ数名とおぼしき人たちが歌う「ドゥ、ドゥ、ドゥ、ドゥ、ドゥドゥドゥ～」という地味なスキャットで始まる。
お約束のコーナー
これも1997年ごろまで続いたコーナー。ついついやってしまう「お約束的なこと」を募集した。福永がプロレスファンであったので、さまざまなプロレスラーの入場曲でコーナーが始まっていた。「お約束～」の後に、スタン・ハンセンの「ウィー！」を言うのがそれこそお約束であった。
私が高橋です
1996年末から1997年にかけて続いたコーナー。1996年末に携帯電話を購入した福永であったが、ある日、「高橋」と名乗る見知らぬ女性から着信があり、福永が「高橋何子さんですか」と訊いたところ、「高橋何みです」と答えたという一件から、「真の高橋さん」を探すコーナーが始まり、リスナーから自分こそが真の高橋であるという内容の投稿を募った。むろん、全てがネタであり、その女性は見つかってはいない。コーナーのオープニングは小坂明子の「あなた」の冒頭部。
理不尽大王
世にはびこる理不尽な人、理不尽な事柄をリスナーから募集。
歌詞がおかしい、お歌詞いね
古今東西の歌の中から、歌詞が変なものをリスナーから募集し、ツッコミを入れるコーナー。小室哲哉プロデュースの曲が売れに売れていた頃で、小室の歌詞や、井上陽水の歌詞が取り上げられることが多かった。
○○のアタックヤング
福永俊介のではなく、誰のアタックヤングが存在すれば面白いか、というネタを募集するコーナー。リスナーの学校の先生や、ナイチンゲール、放送当時の話題の人物が取り上げられた。
おばちゃんの謎（小学生の謎、おじさんの謎）
おばちゃんがしがちな行動を募集するコーナー。その派生として、小学生がしがちな行動、おじさんがしがちな行動も募集された。
俊介、どうしたらいいの？
1997年秋ごろ単発でできたコーナー。1週か2週で終了。ある日福永が喫茶店でコーヒーを飲んでいると、他の客が使った食器類を運んでいた女性店員が、福永の背中にフォークかスプーンを落とし、福永のTシャツに染みができてしまった。すると、結構かわいいというその店員が名刺を差し出し、「シャツをクリーニングしますので（クリーニング代を払いますので）御連絡ください。あるいは、ご自宅に伺います」と言ったという。みすみすこのチャンスを逃すのを惜しむ福永がその後どうすべきかをリスナーに質問し、リスナーが名（迷）案を投稿した。しかし、放送可能な内容のはがきは極端に少なかった。
隆一（RYUICHI）～！のコーナー
LUNA SEAのボーカル河村隆一の発言や言動をリスナーから募集し、彼を賞賛するコーナー。もちろんネタあり。1997年末に、河村隆一の『Love is...』を「参考」にして、『くらくらlady』以来の新曲『あたす！』を発表した福永であったが、番組等で彼と直接会い、いろいろ意味で彼の凄さにあらためて気がつき、このコーナーを作った。河村のナルシストっぷりがよく取り上げられた。1998年初頭に始まり、3ヵ月ほどで終了。
デブの部屋
自称デブ声の福永が、デブにはどんな苦労があるか、あるいはどんな利点があるか、というのをリスナーに募集した。不定期に行われた。
女の雄叫びのコーナー
1997年秋頃始まったコーナー。女だから、あるいは男だからという理由で我慢していることをリスナーに募るコーナー。「女の子でもアダルトビデオが観たいんです」とか「彼氏に積極的に迫りたいんです」、「男でも少女漫画が読みたいんです」、「男でも可愛い猫タンって言いたいんです」、「男でも甘いものが好きなんです」など、珍答や下ネタが多数寄せられた。後に「女のポエム」「男の雄叫び」としても実施。
神経質のコーナー
1998年初頭に始まったコーナー。こんなことをするのは神経質だ、こんなことをしている私は神経質だ、というネタを募集するコーナー。「トイレで大をしたら、血が出るまで拭いてしまうんです」、「乗り物の吊革をつかめないんです」、「友達の家でごちそうになる御飯が食べられないんです」などの意見が寄せられた。福永が自ら明かした話の中には、「彼女に口でしてもらった後に、キスをせがまれると嫌だ」、「散歩中に彼女が犬を触ったのに、（帰宅後にHをする場面で）手を洗わないで俺のあそこを触るな」というものがあった。
福永の姪っこの名前を考えるコーナー
1997年の前半に何週かにわたって行われたコーナー。1997年2月ごろ、福永の実兄の妻が女の子を身ごもったことが分かり、福永が叔父になることになった。そこで、勝手に福永の（生まれる前の）姪の名前をリスナーに募集した。「福永ネジ子」（福永の実家がネジ屋であることから）、「福永サック」、「ピンクローター福永」などの名前が寄せられた。
福永の通信講座のコーナー
番組初期に不定期で行われた。福永の元には、リスナーのいたずらで、様々な通信講座の資料が送られてくることがあったが、それが一定数に溜まったときにまとめて紹介していた。「声優養成講座」、「アニマルナース養成講座」、「尺八講座」などの資料が、福永のところへ勝手に送られてきており、その資料を紹介しながらトークを展開した。
福ちゃん、見ぃーっけ
これも不定期で行われた。福永俊介の目撃情報をリスナーから募集するものであったが、当然、ほとんどがネタであった。「先日、福ちゃん、札幌テレビ塔のてっぺんにお尻から突き刺さってましたけど、何してたんですか」、「先日、小学生にカツアゲされてましたよね」、「こないだ、その福ちゃんのデブ声だけで、相撲部屋に入門しようとしてましたよね」など。
はい？
思わず「はい？何言ってるんですか？」と言いたくなるような、人の理解できない言動を取り上げるコーナー。理不尽大王と内容的に重なる部分が多かったが、なかばデブやブスを糾弾するコーナーになっていた。
言ってやれよ！のコーナー
上述の「はい？」から派生したコーナー。1997年8月ごろに始まった。「今どき～をしている奴に言ってやれよ」、「いまだに～している誰それに言ってやれよ」というネタを募集した。コーナーのオープニングは、ジェームズ・ブラウンの「セックス・マシーン」。
僕の、私の、つら～いフラれ言葉
リスナーの辛い失恋体験を募集して紹介するコーナー。「大好きだった彼女に告白したら、唾を吐きかけられました・・・」、「好きな女の子に告白したら、あなたは背が低いから嫌、と言われました」、「昔ふられた彼女に久しぶりに会ったら、シノラーになってた」など。
ペロ福地の人生相談
福永が「ヒロ福地」をもじった「ペロ福地」に扮して人生相談に真面目に答えるコーナー。「My name is 超庶民派、辛口DJ、ペロふ～く～ち～」というセリフで始まる。リスナーから寄せられる恋愛や進路に関する相談について真面目に答え、「おまえは考えが甘すぎる！」、「夢がなさすぎる！」、「そんなこと気にしてどうするんだ！」などの辛口な本音コメントでリスナーを励ましていた。
俊介さん、やめて
1997年8月ごろ2週、3週だけ行われたコーナー。福永の姪の名前が「ひなの」に決まったが、今ひとつ義理の姉（実兄の妻）との距離を縮められないことを福永は気にしていた。そこで、生まれくる（この時点ではまだ生まれていなかった）姪に、ちょっとしたイタズラをして義理の姉に「俊介さん、やめて」と言ってもらうことで姉との距離を縮めるべく（かなり歪んだ考えだが）、イタズラの内容をリスナーに募集した。「ひなのちゃんの額に肉と書く」、「ひなのちゃんに、『お客さ～ん、1回2万でどう？』と言わせる」、「兄や姉に何も言わずに、いきなりおしめを取り替える」、「ひなのちゃんに『ネジ屋』という言葉を覚えさせる」などのネタが寄せられた。ネタを読み終わるたびに、辺見マリの歌う『経験』から「やめて」の部分だけを流した。

## 番組内で多用されたフレーズ
福永が投稿されたネタを読んだ後に言うフレーズには、次のようなものがあった。あまりにくだらない内容のネタの時には、「おもしくねぇ！（おもしろくない、の北海道方言）」や「（なまら）レベル低い！」、明らかな作り話に対して、古畑任三郎のモノマネをしながら「えー、あなた、作りましたね？」、コメントをしたくない場合には、「（黙った後）次（のハガキ）！」、理解しがたい内容の時には、「はい？」などと言っていた。また、福永の定番の持ちネタとして、長州力の「てんめぇ、このやろう」を「辺見えみり、このやろう」と言ったり、アントニオ猪木のモノマネをよくしていた。

## エンディングテーマ
オープニングテーマは全曜日共通のもの（Dick Dale＆His Del-Tones / Misirlou）であったが、エンディングテーマは各曜日で異なっていた。福永俊介のアタックヤング第一期においては、中村晃子が俳優の細川俊之とデュエットしている「あまい囁き」が使われていた。番組終了間際、この曲が流れ始めると、福永が「細川俊之です」とモノマネをすることが多かった。1997年10月、半年の土曜日担当から再び日曜日に戻った際は、田中星児の「ビューティフル・サンデー」がエンディングテーマとなった。

## 最終回
リスナーから「続けて欲しい」「福ちゃんありがとう」との多数のお便りが届いた。しかし、この放送では最後だからといって堅苦しい放送ではなく、いつものように明るく、ユーモアある放送となった。
放送の最後には、11年間を軽く振り返りリスナーにあいさつをした。エンディング曲が流れ終わった後に、録音した声で10月からは新番組「福永俊介のぷくぷくメガネ」を日曜に放送する事を告知して幕を閉じた。後任は藤井孝太郎STVアナウンサー。